# Mimosa myriocephala
Mimosa myriocephala är en ärtväxtart som beskrevs av John Gilbert Baker. Mimosa myriocephala ingår i släktet mimosor, och familjen ärtväxter. Inga underarter finns listade i Catalogue of Life.